# Prostitution au Portugal

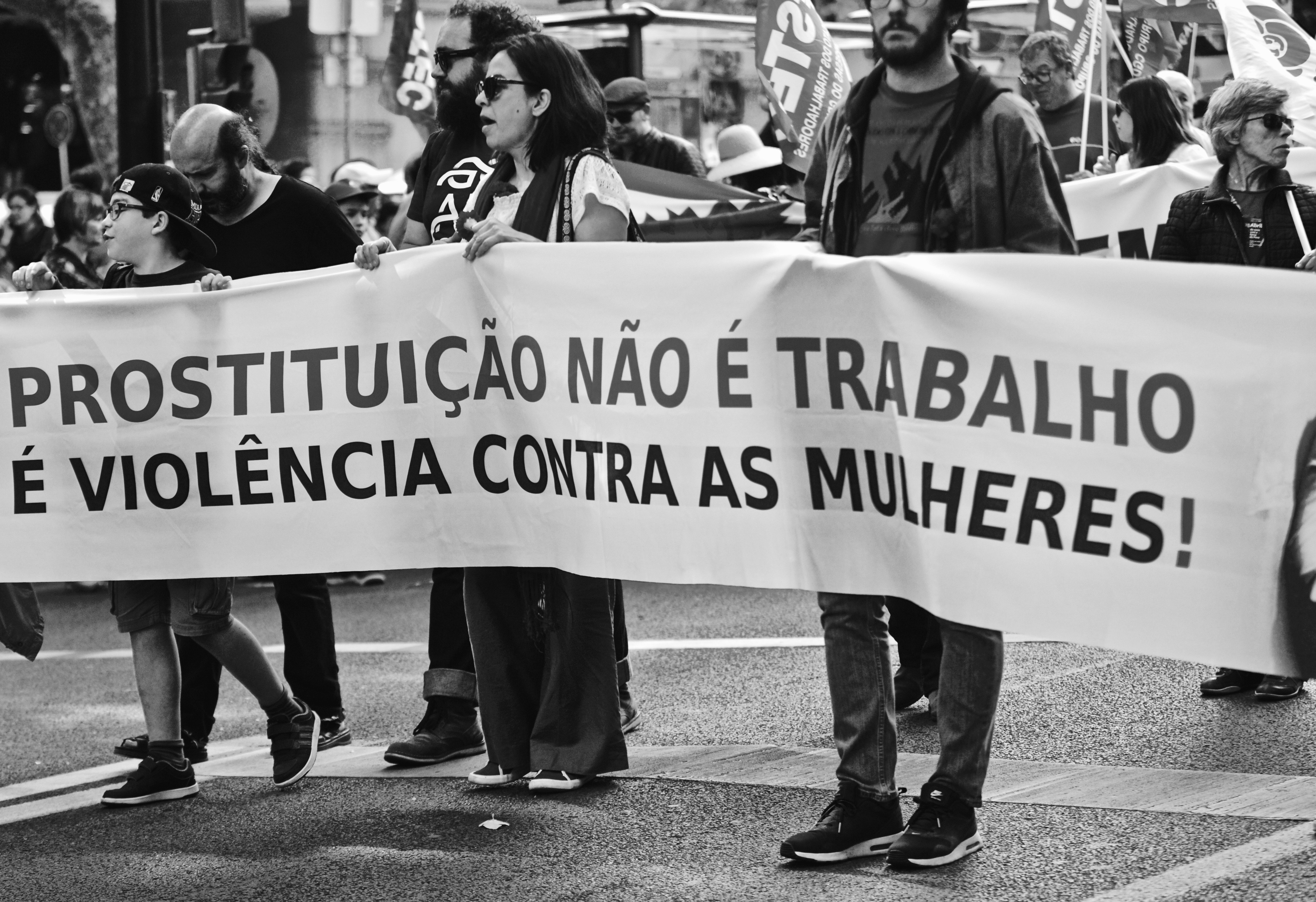
Anonymes de Lisbonne, Avenue du Liberdade (Lisbonne), Manifestations et protestations liées à la Revolução dos Cravos à Lisbonne en 2017, Prostitution au Portugal

La prostitution au Portugal est légale, mais il est illégal pour un tiers de profiter, de promouvoir, d'encourager ou de faciliter la prostitution d'autrui. Par conséquent, la prostitution organisée (bordels, réseaux de prostitution ou autres formes de proxénétisme) est interdite.
Bien que le nombre de travailleurs impliqués dans l'industrie soit notoirement difficile à estimer, au milieu des années 2000, le nombre de prostituées était estimé à 28 000, dont au moins 50 % étaient des étrangères,.

## Historique
Au XIXe siècle, la prostitution était largement contenue dans les quartiers bohémiens bien connus tels que Bairro Alto, Alfama et Mouraria.
La prostitution est devenue beaucoup plus visible depuis le début des années 1990, avec une vague migratoire en provenance du Brésil et des pays d'Europe de l'Est. Cependant, ces affirmations ont été contestées,.
Des sources de presse suggèrent que la moitié des femmes se livrant à la prostitution au Portugal sont des étrangères, effectivement en particulier du Brésil et d'Europe de l'Est (Ukraine, Russie, Roumanie, Moldavie et Bulgarie), mais aussi en grande partie d'Afrique et de certains pays asiatiques,.
La traite des êtres humains, y compris la traite des mineurs, est également devenue un problème croissant pour les autorités. En vertu du code pénal portugais, la traite des femmes est un crime passible de deux à huit ans d'emprisonnement. Bien que le nombre de travailleurs impliqués dans l'industrie soit notoirement difficile à estimer, au milieu des années 2000, le nombre de prostituées était estimé à 28 000, dont au moins 50% étaient des étrangères,.
Les groupes de résidents continuent de se plaindre de ce qu'ils considèrent comme une augmentation de la prostitution visible,.
Comme dans la plupart des autres pays européens, les opinions sur le travail du sexe et sa réglementation sont très partagées. Par exemple, un représentant du Comité des Nations unies pour l’élimination de la discrimination à l’égard des femmes de 2002 a déclaré qu’« il n’existait pas de prostitution volontaire ». Environ 90% des prostituées qui ont participé à une étude récente ont déclaré vouloir changer leur vie. Dans de nombreux cas, le sujet de la prostitution n'était pas un sujet choisi par les femmes, mais des cas de violence et impliquant la traite des personnes. Une recherche ethnographique sur la prostitution de rue, réalisée par Alexandra Oliveira, de l'université de Porto a conduit le chercheur à démontrer que la prostitution devrait être légalisée pour améliorer la situation des femmes.
Certaines prostituées portugaises ont également épousé des membres de la triade chinoise de Macao avant que ces derniers n'entrent au Portugal, leur donnant ainsi accès à la citoyenneté portugaise.
Au XIXe siècle, des prostituées portugaises travaillaient déjà à Macao.

## Cadre juridique
Le statut juridique de la prostitution au Portugal a changé à plusieurs reprises. En 1949, une loi sévère sur les maladies sexuellement transmissibles est entrée en vigueur, imposant de nouvelles restrictions à l'enregistrement des travailleurs et interdisant l'ouverture de tout nouveau lieu de prostitution. Les maisons closes existantes pourraient être fermées s'il était jugé par les autorités qu'elles constituaient une menace pour la santé publique. Une enquête à l'époque estimait qu'il y avait 5 276 travailleurs et 485 maisons closes, et la prostitution semblait confinée aux principales zones urbaines de Lisbonne, Porto, Coimbra et Evora. Cependant, il a été reconnu que les travailleurs inscrits ne représentaient qu'une partie de la population totale. Cette loi visait à éradiquer la prostitution.
En 1963, la prostitution est devenue illégale. À cette époque, les bordels et autres locaux ont été fermés. Il s'agissait d'une position abolitionniste mettant fin à l'ère antérieure de réglementation, y compris des contrôles médicaux réguliers des travailleurs du sexe. La loi a eu peu d'effet sur l'étendue de la prostitution, et le 1er janvier 1983, cette loi a été partiellement abrogée.
D'autres modifications ont eu lieu en 1995 et 1998. Le Code a été modifié pour la dernière fois en 2001, spécifiquement pour répondre aux préoccupations croissantes concernant la prostitution des enfants et la traite des personnes. Selon un porte-parole du gouvernement portugais, « le gouvernement est d'avis que la prostitution n'est pas un crime. Les clients des prostituées n'étaient pas non plus considérés comme des criminels, mais ceux qui exploitaient les prostituées et tiraient des bénéfices de leurs activités étaient considérés comme des criminels au regard de la loi ». Dans son examen de la législation européenne en 2005, le rapport du Parlement européen a qualifié le Portugal d'«abolitionniste». Il existe des zones dans lesquelles les travailleuses du sexe en plein air ne peuvent pas travailler et des restrictions quant aux lieux de travail à l'intérieur. Par exemple, on ne peut pas louer un appartement à une travailleuse du sexe. La loi ne s'applique techniquement qu'aux tiers, et non aux travailleurs ou aux clients.
L'article 170 (Lenocínio, Vivre des revenus immoraux) du Code pénal se lit comme suit:
1 - Quiconque, à titre professionnel ou à but lucratif, promeut, encourage ou facilite la pratique par une autre personne de la prostitution ou d'actes sexuels de secours sera puni d'un emprisonnement de 6 mois à 5 ans.
2 - Si l'agent utilise la violence, la menace grave, la tromperie, la fraude, l'abus d'autorité résultant d'une relation hiérarchique de dépendance, économique ou professionnelle, ou profite de l'incapacité mentale de la victime ou de toute autre situation de vulnérabilité particulière, il doit être puni d'un emprisonnement de 1 à 8 ans.
Plusieurs autres activités liées à la prostitution sont largement désapprouvées et interdites, comme la traite des êtres humains et la prostitution des enfants.

## Contextes
Au Portugal, la prostitution se produit dans divers contextes. Dans la prostitution de rue, la prostituée sollicite des clients en attendant au coin des rues ou en marchant le long d'une rue. La prostitution se produit dans certains salons de massage, bars et pubs. Il existe des bordels «non officiels» qui sont des établissements spécifiquement dédiés à la prostitution, mais déguisés en discothèques, auberges ou restaurants. Il existe une forme de prostitution souvent abritée sous l'égide d'agences d'escorte, qui fournissent des escortes attrayantes pour les occasions sociales; ces escortes fournissent des services sexuels supplémentaires aux clients. Les jeunes prostituées qui font de la publicité sur le Web et dans les kiosques à journaux peuvent être facilement trouvées dans les grandes villes et les stations touristiques les plus fréquentées. La prostitution peut également avoir lieu dans l'appartement de la prostituée qui peut être situé n'importe où, des banlieues aux appartements coûteux des principaux centres-villes. Les contacts des services de prostitution se trouvent facilement dans de nombreux magazines, journaux et sites Web.
La prostitution masculine hétérosexuelle et homosexuelle se produit également dans divers contextes, allant des bars gays aux discothèques et stations balnéaires. Une grande partie des hommes engagés dans la prostitution au Portugal sont également des étrangers, en particulier du Brésil et d'Afrique. Le concept de gigolo est utilisé et est généralement lié aux prostitués masculins avec une clientèle exclusivement féminine. La plupart des grandes villes ont une zone où les prostitués homosexuels masculins se mettent régulièrement à la disposition des clients potentiels masculins passant en voiture.
Le Parc Eduardo VII de Lisbonne est connu pour y accueillir toutes sortes de prostitution, y compris la prostitution homosexuelle et mineure ; un autre lieu également connu pour ces activités est le parc forestier de Monsanto, généralement la nuit.
La prostitution transsexuelle et transgenre existe également, en particulier des travestis brésiliens, notamment au niveau de la rue dans certaines zones désignées (par exemple le quartier de Conde Redondo à Lisbonne), mais aussi à travers des sites Web. Internet constitue de plus en plus l'un des principaux moyens de communication de la prostitution au Portugal, comme dans d'autres pays.

### Madère
La prostitution de rue se produit dans les rues autour du centre commercial "La Vie Funchal" à Funchal.

## Clients
Comme dans d'autres pays conservateurs où le sexe féminin avant le mariage était mal vu, c'était une tradition au Portugal, avant les années 1970, pour un jeune homme, d'initier sa vie sexuelle avec une prostituée, parfois avec le père guidant cette visite.

## Trafic sexuel
Le Portugal est un pays de destination et de transit pour les femmes et les enfants victimes de trafic sexuel. Les victimes de la traite sont principalement originaires d'Afrique de l'Ouest, d'Europe de l'Est, d'Asie et d'Amérique latine. Les autorités rapportent que les trafiquants amènent des femmes et des enfants, dont beaucoup d'Afrique de l'Ouest, au Portugal, pour demander l'asile et obtenir de faux documents avant de les amener dans d'autres pays européens pour être exploités dans le trafic sexuel. Le Portugal est utilisé comme nouvelle voie d'accès dans l'espace Schengen par les réseaux criminels d'Afrique subsaharienne qui trafiquent des enfants à la fois à des fins d'exploitation sexuelle et de travail forcé.
Le Bureau de surveillance et de lutte contre la traite des personnes du département d'État des États-Unis classe le Portugal parmi les pays de « niveau 1 ».